# La Grande Maison (Nicole Krauss)
Cet article concerne le roman de Nicole Krauss. Pour le roman de Mohammed Dib, voir La Grande Maison. Pour le film, voir La Grande Maison (film).
La Grande Maison est un roman américain de Nicole Krauss publié en 2010, traduit en français et publié au Canada et en France en 2011. Il a obtenu en 2011 le Prix Anisfield-Wolf.

## Composition
Le livre labyrinthique est constitué de deux parties sans nom, composée chacune de quatre chapitres.
Partie I (pp. 9-237)
1. (pp. 11-69), L'audience est ouverte : Jérusalem, Nadia se raconte (à New York), avec Daniel (1970-1972), puis Leah (1999),
2. (pp. 71-108), La vraie bonté : Jérusalem, (1975-1990 ?), X se raconte à Dov, sur ses garçons, Uri et Dov,
3. (pp. 109-154), Trous de nage : Londres, Arthur se raconte, avec Lotte,
4. (pp. 155-237), Mensonges d'enfants : Londres, Isabel raconte son bref passage avec Yoav et Leah,

Partie II (pp. 239-406)
1. (pp. 241-280), La vraie bonté : Jérusalem, (1975-1999 ?), X se raconte à Dov,
2. (pp. 281-336), L'audience est ouverte : Jérusalem (1999 ?), Nadia se raconte (à Jérusalem), avec Adam,
3. (pp. 337-396), Trous de nage : Londres, (1999 ?), Arthur se raconte, sur Lotte, puis avec Weisz,
4. (pp. 397-406), Weisz : Weisz se raconte (1999 ?), à Budapest, un peu partout, puis à Jérusalem.

Quelques repères sont des dates explicites, d'autres plus rares sont des événements, comme la guerre du Kippour (1973).
Dans L'audience est ouverte, une femme monologue en direction d'un homme respectable (Votre Honneur), accidenté, hospitalisé, pour le maintenir éveillé.
Dans La vraie bonté, un père anonyme monologue (par écrit ?) en direction de son fils en trouble de stress post-traumatique, pour essayer de le faire sortir de son mutisme et de son apathie.
Dans Trous de nage, un retraité isolé se confie à lui-même et partiellement à un ami, principalement sur sa relation à son épouse morte.

## Trame narrative
Les récits de vies dévastées, à peine croisées, sont faits de souvenirs, de non-dits, de rêves, de cauchemars. Leur seul point commun est un unique objet, un bureau ancien que tel personnage recherche depuis quarante ans et qui aurait appartenu à Federico García Lorca : quête, cadeau, dépôt, qui assure une présence, une protection, et une dépendance (une espèce de monstre grotesque et menaçant (p. 120), celui qui recherche ce bureau me poursuit (p. 389)) , nous vivions dans son ombre (p. 391)). Malcommode, disposant de dix-neuf tiroirs, il serait aussi un meuble de famille, confisqué à Budapest en 1944, peut-être emmené et disparu dans le train d'or nazi, peut-être même venant de l'Académie de Yabneh de  Yoḥanan ben Zakkaï, après la destruction du Second Temple de Jérusalem. Il devrait désormais se trouver 19, rue Ha'Oren, à Jérusalem, là où George Weisz tente de reconstituer le cabinet de son père : tableau, lutrin, bureau...
Qui n'est pas le survivant du naufrage de son enfance (p. 282) ? La vraie bonté, c'est être toujours là les premiers pour tenir les mourants qui s'en vont dans un silence abasourdi, pour ramasser l'enfant sans bras ni jambes (p. 279)...

## Personnages
- Nadia, écrivaine new-yorkaise, poétesse, de peu de succès, entre deux amours (S. et R.) vers 1970-1972 (à vingt-quatre ans),
  - rencontre brièvement, en 1972, Daniel Varsky, qui lui confie son bureau,
  - qu'elle transmet à Leah Weisz, en 1997-1999, qui se prétend la fille de Daniel Varsky,
  - Paul Aspers, ami commun de Nadia et Daniel,
  - docteur Lichtman, ma psy de longue date (p. 52),
  - se rend à Jérusalem, en 1999, à cinquante ans, sans chercher à rencontrer la tante Ruthie, de Herzliya,
  - y rencontre en 1999 un second Daniel, cousin du serveur Rafi (et sa fille Dina) : Adam, gênant, gêneur, orphelin, profiteur, motard, se voyant bien apprenti charpentier, qui l'emmène à l'adresse (fausse ?), mais aussi à tel appartement qui sert de dépôt à des biens abandonnés,
  - et renverse un vieil homme, au volant de la voiture de Gad,
- Daniel Varsky, vingt-trois ans en 1972, né vers 1949, poète, grand nez judéo-chilien (p. 20)
  - revenu au Chili, sous Pinochet, disparu en 1974, arrêté par la police secrète, sans doute tué, torturé, mutilé, martyr,
  - Inès, son amie de Santiago, tout juste évoquée, (et sans autre amie à Jérusalem ou ailleurs),
- Aaron, juge itinérant, procureur israélien à la retraite (p. 77), veuf d’Ève, d'environ 75 ans,
  - Uri, premier fils, d'environ 45 ans, sans doute époux de Ronik, et père de Cordelia, et Gilad (15ans),
  - Dov, Dovi, Dovik, Dova'leh, second fils, trois ans plus jeune, amoureux de Dafna (qu'il a chassée), ami de Shlomo (rejeté comme les autres),
    - enfant à problème (cris, crises, hurlements, pleurs), et à traitement par le psychologue scolaire, Shatzner (le clown),
    - un enfant étrange, au savoir secret, puis un jeune homme dont l'univers m'était interdit (p. 252),
    - ayant déjà un peu écrit, une histoire de requin dépositaire de toute la tristesse du monde, électrodes et fils fixés à son corps verdâtre (p. 253),
    - parti au service militaire, et continuant à écrire et à envoyer des écrits à son nom à l'adresse familiale, sans jamais les relire (Beringer, Benny, Rebecca, Noa, Hannah),
    - rentré traumatisé, mutique (avec son père), inerte, coquille vidée (p. 263), coupable et culpabilisé, t'anesthésiant à l'opium du silence (p. 266),
    - parti étudier le droit à Londres, puis avocat, marié, divorcé, puis juge, puis revenu à la maison (Nous lisons, grognons et rotons (p. 242), puis...
    - tu ressembles à un pissenlit, à l'aigrette duquel il ne reste qu'un ou deux poils (p. 279),

  - Avner Segal, ami, écrivain vieillissant,
  - Mrs Kleindorf, son professeur de petite classe, morte depuis vingt-cinq ans,
  - J'étais l'afikomen qu'ils recherchaient (p. 82),
  - Mrs Becker, voisine,
- Arthur Bender, professeur de littérature romantique anglaise à Oxford, résidant à Londres dans une petite maison ancienne, de manière très retirée (anonymat londonien),
  - Lotte Berg (1931-1997), d'origine juive allemande, de Nuremberg, raflée avec sa famille en 1938, 
    - enfermée pendant une année au camp de Zbąszyń (dans ce compartiment blindé de ce cauchemar à grande vitesse (p. 140)),
    - arrivée en 1939, par convoi maritime, comme accompagnatrice de 876 enfants juifs, de Gdynia à Harwich,
    - rencontrée en juin 1949 à une soirée chez l'ami Max Klein : une petite femme aux allures de moineau, avec une courte frange noire (p. 118),
    - classant le jour des livres à la British Library et écrivant le soir, en anglais, à son bureau, en soupente à l'étage, des textes publiés, dont un Fenêtres brisées,
    - recevant en novembre 1970 un inconnu chilien, Daniel Varsky, et lui donnant le bureau, occasion permettant à Arthur de récupérer le calepin noir de Daniel,
    - finissant assez mal (Alzheimer, fugues), mais Lotte se souvint de moi jusqu'à la fin (p. 337),
    - se sentant coupable d'avoir abandonné ses parents au camp,
    - et surtout d'avoir donné en adoption un fils né le 12 juin 1948, secret que son mari découvre après sa mort, (après enquête), à Liverpool, à Elsie Fiske (et son mari) (p. 380),
    - pratiquant chaque matin(d'hiver) une baignade dans le fleuve glacé (, dans le troisième des trois trous de nage), alors qu'Arthur l'attend sur le bord,

  - Richard Gottlieb, ami et magistrat, facilitateur de sa recherche sur le fils caché de Lotte,
- Isabel, Isabella, Izzy, Iz, américaine, new-yorkaise,
  - étudiant à environ 24 ans à Oxford, pour une thèse de doctorat (avec A. L. Plummer) sur l'influence de la radio sur la littérature moderniste (p. 178),
  - l'abandonnant dès qu'elle rencontre, en novembre 1998, Yoav Weisz, puis sa sœur Leah, qui étudie le piano au Royal College of Music et dans son antre-tourelle,
  - vivant quelques mois avec eux dans la maison à quatre étages de Belsize Park,
  - avec une femme de ménage roumaine à temps partiel, Bogna, boiteuse (d'hydarthrose), (une fois partie, (la maison) s'effondra et se replia sur elle-même (p. 159),
    - dont un étage sert de dépôt à leur père antiquaire de renom, pour des meubles en transit,
    - dont le jardin est une jungle envahie de ronces,

  - rendant visite avec Yoav à Leclercq, au domaine et château de Cloudenberg, près de Bruxelles, navire naufragé (p. 223), et y rencontrant Gigi,
  - recevant une lettre de Leah, qui déclencha en moi une déferlante d'émotions (p. 166), l'invitant à Jérusalem : piano à queue suspendu au plafond comme un lustre,
- George Weisz, antiquaire de renom, traquant à travers le monde le mobilier juif spolié (peut-être aussi le train d'or),
  - tente de retrouver le mobilier de l'appartement familial de Budapest, saisi par la Gestapo,
  - essaie de reconstituer dans la maison de pierre envahie de vignes en fleurs (p. 156), de la rue Ha'Oren à Jérusalem, le cabinet de travail paternel, au millimètre près (p. 64) : bureau, sombre portrait d'homme à cheval d'Alexander Saïd, coiffeuse, bibliothèque Hoffmann à éraflure, lutrin...,
  - recevant d'Arthur le calepin de Daniel Varsky, et lui donnant en retour l'adresse du père de l'enfant de Lotte,
  - suicidé en 1999, à pile 70 ans, à la ciguë, à Jérusalem,
  - père de Yoav et de Leah, qui possédaient le sens inné des meubles, de leurs origines, de leur âge et de leur valeur, ainsi qu'une perception aiguë de leur beauté (p. 195),
    - Après sa mort, nous sommes rentrés à Jérusalem. Et nous nous sommes arrêtés de vivre. [...] Nous avons commencé de vivre une vie d'enfermement solitaire, simplement à deux, au lieu d'un (p. 165)...